# Euplectes jacksoni
Euplectes jacksoni là một loài chim trong họ Ploceidae.